# Bootham Cemetery, Héninel
Le Bootham Cemetery, Héninel  est un cimetière militaire britannique de la Première Guerre mondiale, situé sur le territoire de la commune d'Héninel , dans le département du Pas-de-Calais, à l'est d'Arras.
Cinq autres cimetières militaires britanniques sont implantés sur le territoire de la commune : le Héninel-Croisilles Road Cemetery, le Chérisy Road East Cemetery, le Héninel Communal Cemetery Extension, le Rookery British Cemetery et le Cuckoo Passage Cemetery.

## Localisation
Ce cimetière est à 1,5 km à l'est du village, chemin de Chérisy.

## Histoire

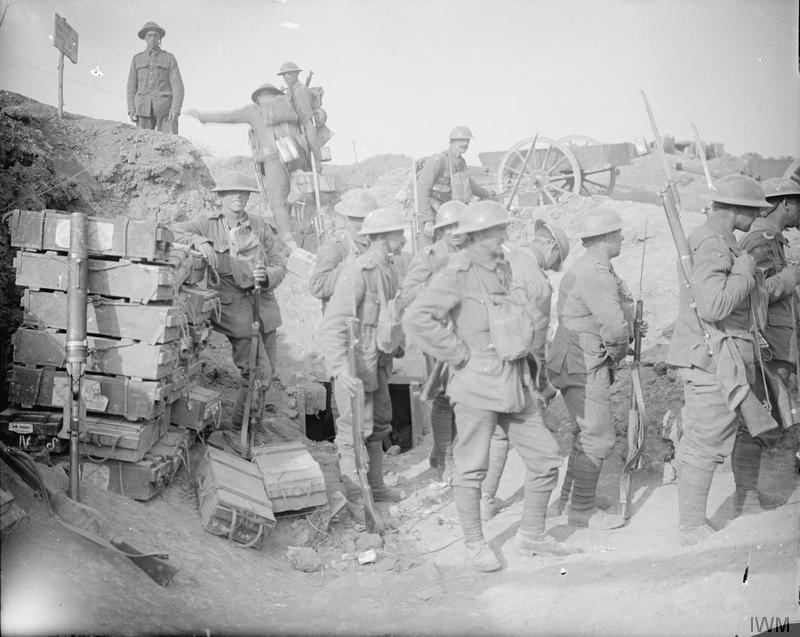
Les soldats britanniques à Héninel le 3 mai 1917.

Aux mains des Allemands dès fin août 1914, le village reste loin des combats jusqu'en mars 1917, date à laquelle les Allemands  évacuent tous les habitants et détruisent complètement les habitations pour transformer la zone en un no man's land à la suite de leur retrait sur la ligne Hindenburg.
Le 9 avril 1917 débute la bataille d'Arras et le village d'Héninel est capturé lors d'une tempête de neige le 12 avril 1917  par la 56e Londres et la 21e division. La 50e division Northumbrian, avançant d'Héninel les deux jours suivants, s'empare du village de Wancourt.
Le cimetière de Bootham, nommé d'après une tranchée, est commencé en avril 1917. Le cimetière contient 186 sépultures de la Première Guerre mondiale, dont 71 non identifiées.

## Caractéristiques
Ce cimetière a un plan hexagonal irrégulier dont le plus grand côté mesure 75 m. Les tombes sont alignées sur une seule rangée dans le fond du cimetière, le long du plus grand côté. Il est entouré d'un muret de moellons. Le cimetière est conçu par G H Goldsmith.
Au début de 2023, d'importants travaux de réfection du muret ont été entrepris.

## Sépultures
| Pays        | Sépultures |
| ----------- | ---------- |
| Royaume-Uni | 186        |

## Galerie

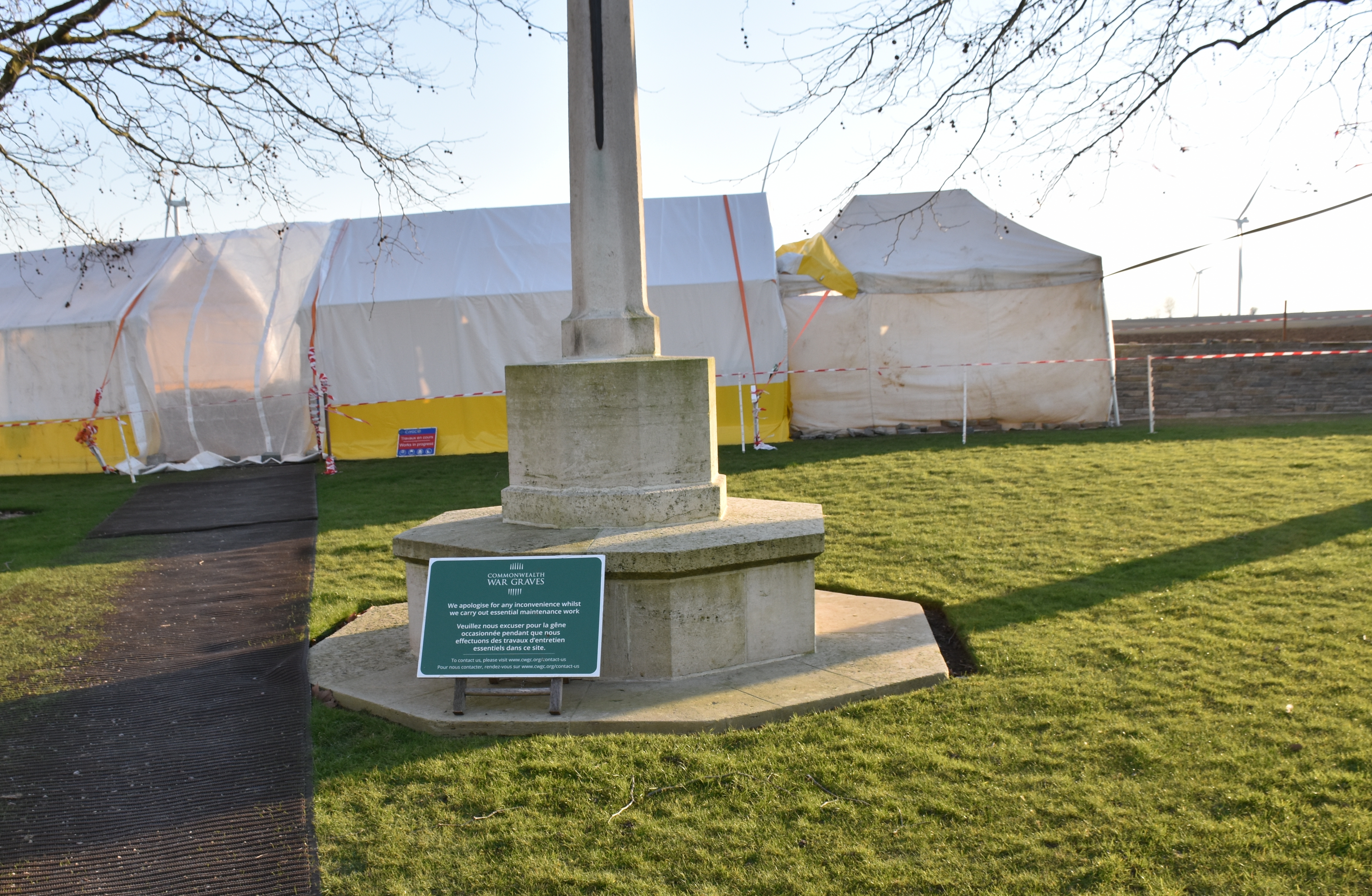
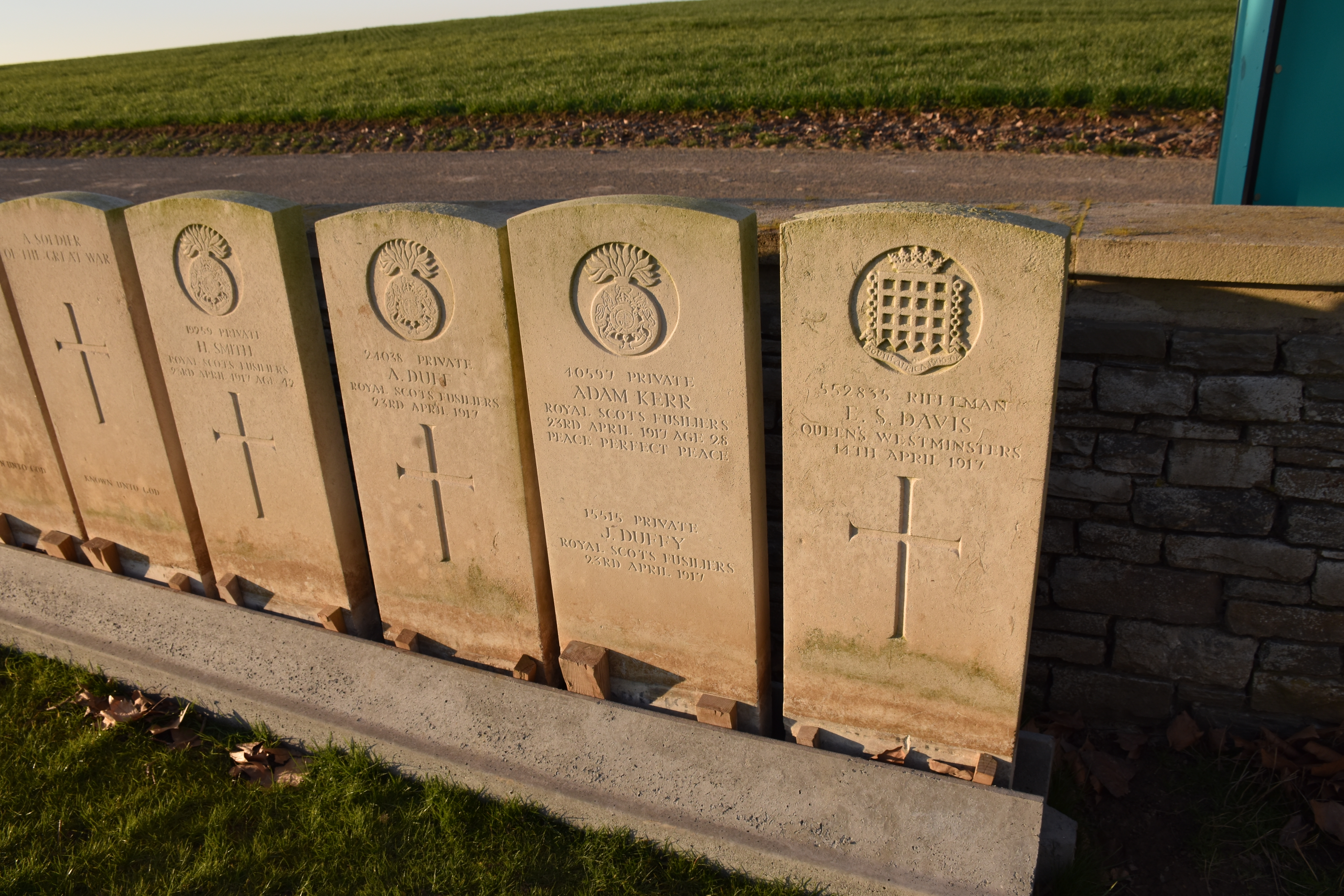
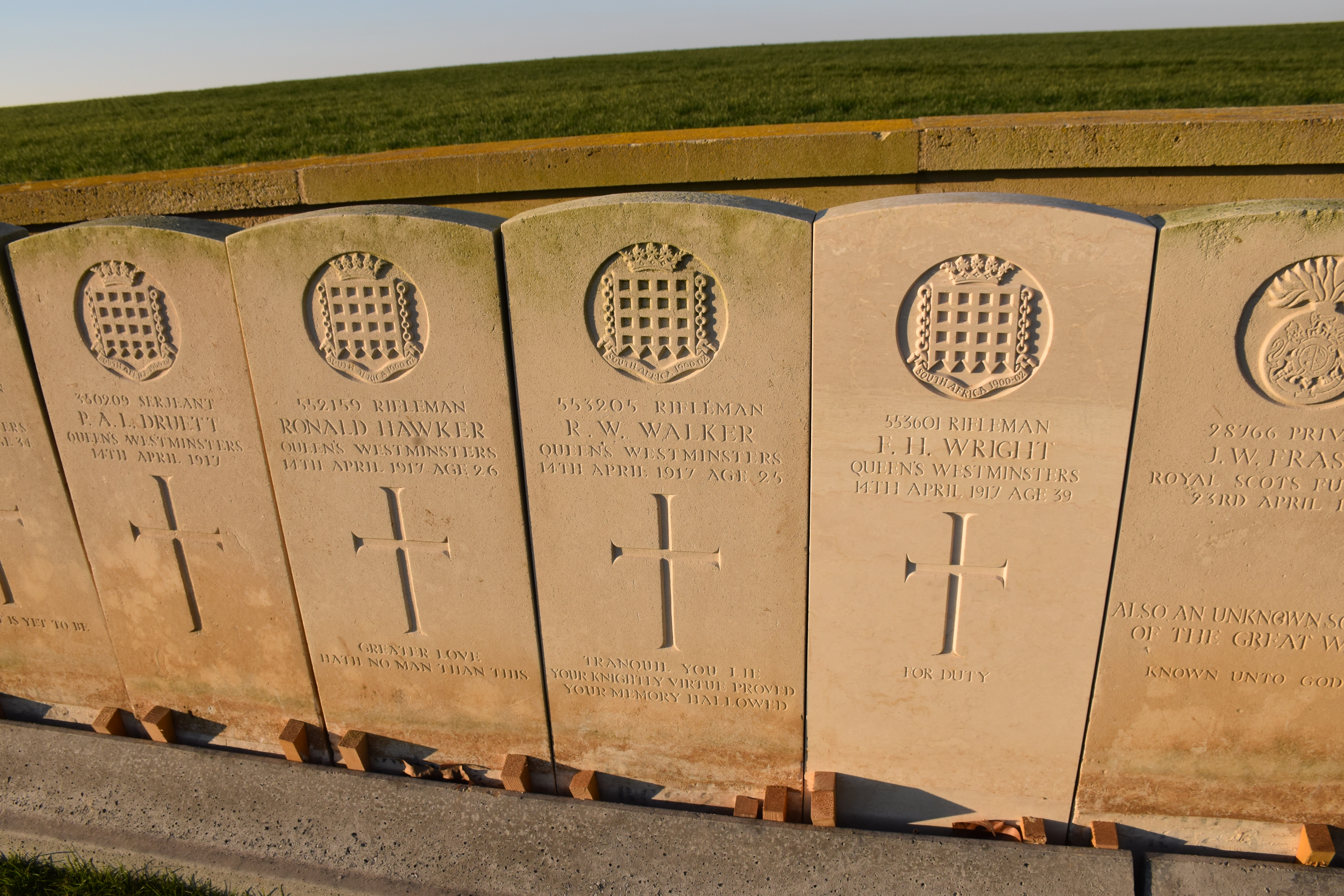
Les soldats du Queen's Westminsters (en) tombés le 14 avril 1917.
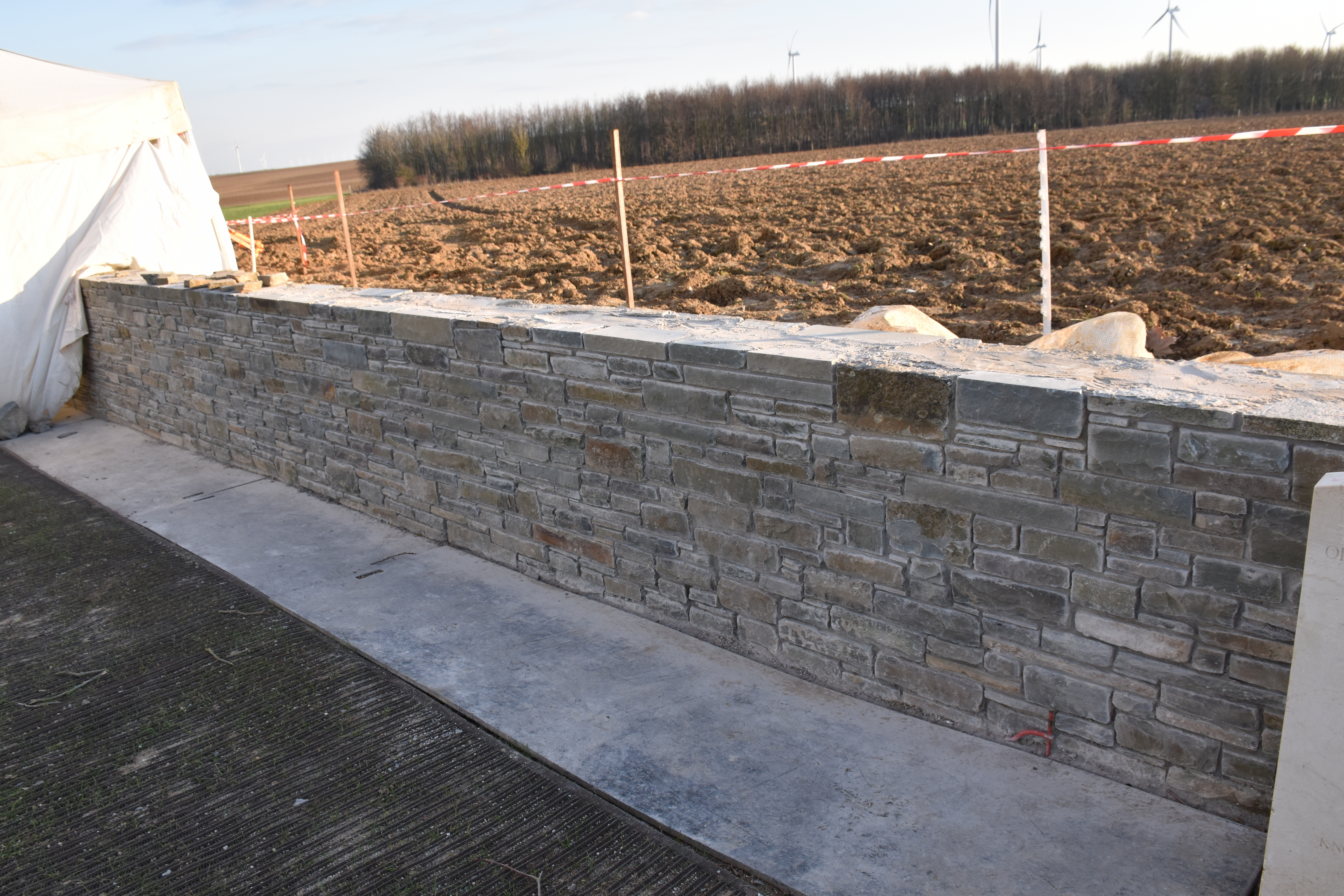
Une partie du muret reconstruit en février 2013.
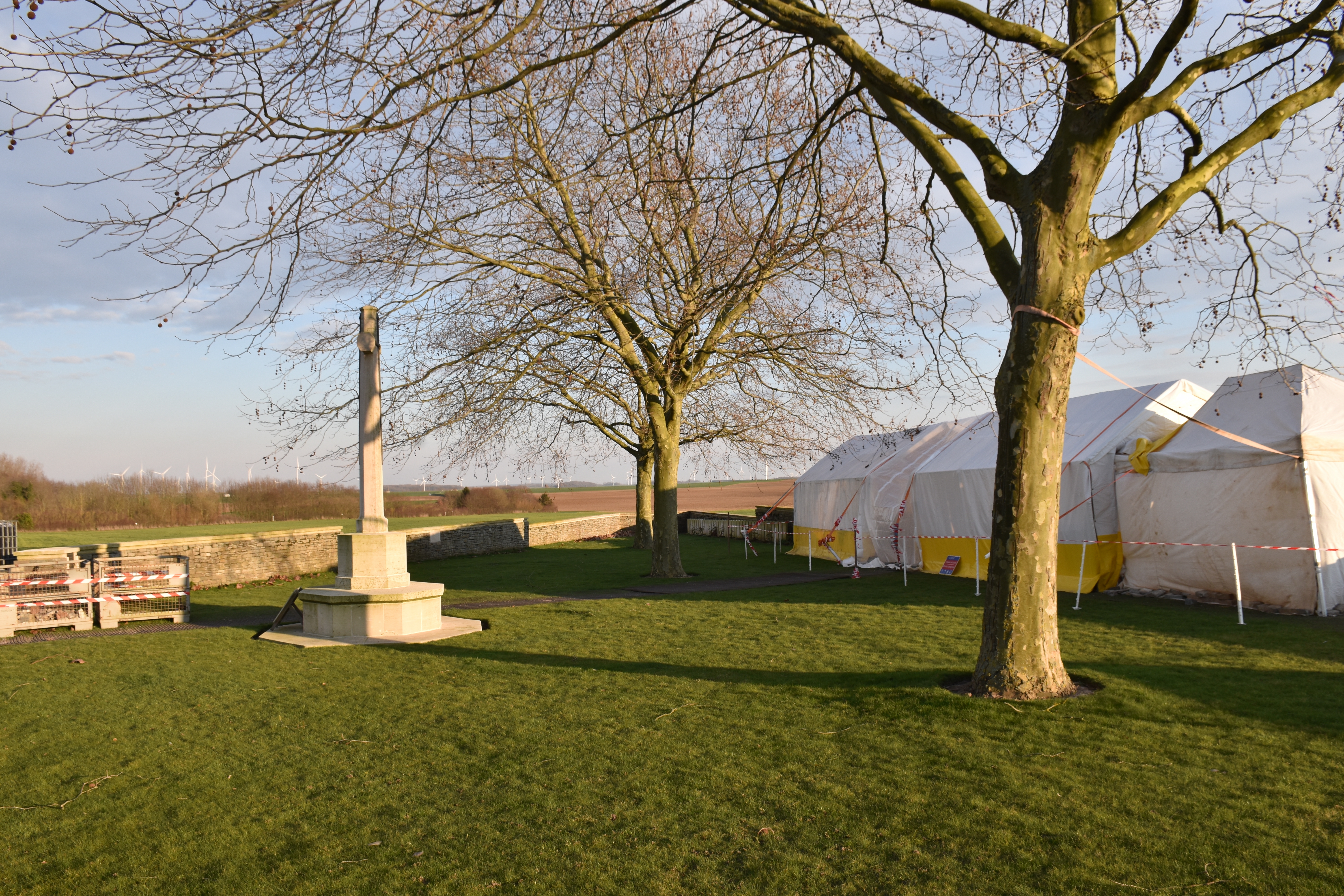
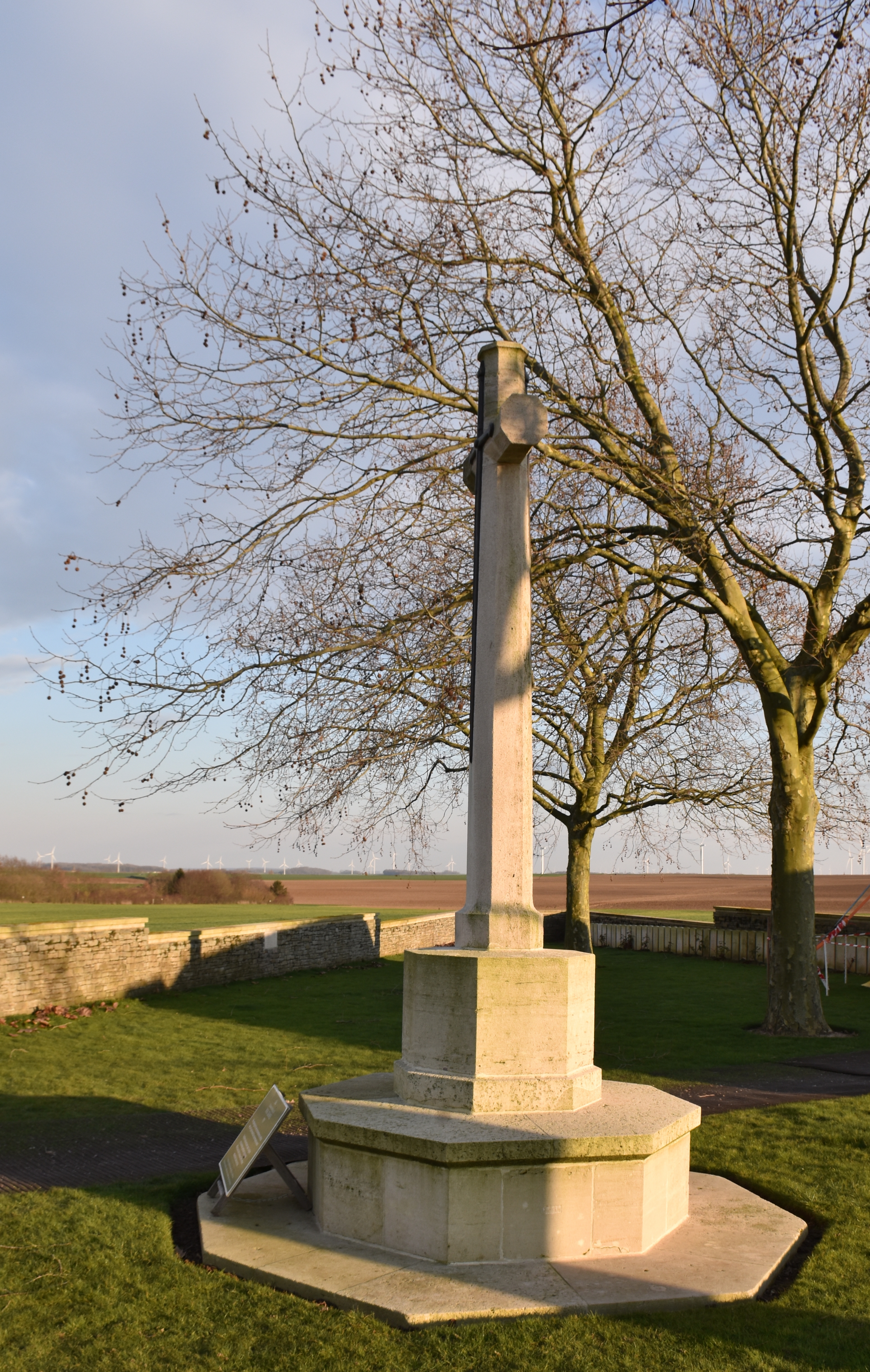

## Pour approfondir